# Conocephalus sulcifrontis
Conocephalus sulcifrontis är en insektsart som beskrevs av Wei Ying Hsia och Xiangwei Liu 1990. Conocephalus sulcifrontis ingår i släktet Conocephalus och familjen vårtbitare. Inga underarter finns listade i Catalogue of Life.